# Heinrich Eggard von Woedtke
Heinrich Eggard von Woedtke (* 21. März 1733 in Zirkwitz; † 7. Juli 1806 in Neustettin) war ein preußischer Jurist. Er war von 1771 bis 1773 der letzte Oberhauptmann der Lande Lauenburg und Bütow.
Er stammte aus der uradligen pommerschen Familie von Woedtke. Sein Vater Peter Ernst von Woedtke (* 1682; † 1766) war Regierungsrat in der Neumark und Erbherr auf Chmelenz, Zirkwitz und Zapplin. Seine Mutter Sophie Elisabeth war ebenfalls eine geborene von Woedtke.  Sein Onkel Joachim Anton von Woedtke stieg in polnischen Diensten bis zum Generalmajor auf. 
Heinrich Eggard von Woedtke besuchte das Pädagogium Halle und studierte ab 1749 Rechtswissenschaften an der Universität Königsberg. 
Er trat in den preußischen Staatsdienst ein und wurde Kriegs- und Domänenrat bei der Neumärkischen Kriegs- und Domänenkammer in Küstrin.
Als Franz von Somnitz, Präsident des Tribunals und Oberhauptmann der Lande Lauenburg und Bütow, im Jahre 1770 starb, bemühte sich Woedtke, der in den Landen begütert war, um seine Nachfolge. Dies gelang ihm nur teilweise: Neuer Tribunalspräsident wurde nämlich Ewald Georg von Natzmer. Woedtke erhielt zwar den Titel Oberhauptmann, doch ohne das Gehalt, und erhielt als Nachfolger Natzmers dessen bisheriges Amt als Leiter des Grod- und Landgerichts Lauenburg. 
Bald darauf jedoch ordnete König Friedrich II. das Justizwesen in den Landen Lauenburg und Bütow durch Verordnung vom 14. Oktober 1773 neu. Der König hob unter anderem das Amt des Oberhauptmanns auf und löste das Grod- und Landgericht auf. An seine Stelle trat ein Landvogteigericht, das nach dem Muster der Landvogteigerichte in Westpreußen gebildet wurde. Woedtke wurde Direktor des neugebildeten Landvogteigerichts Lauenburg. Ferner war Woedtke von 1772 bis 1779 Landrat des Lauenburg-Bütowschen Kreises.